# فاینال فانتزی ۹
فاینال فانتزی ۹ (به ژاپنی: ファイナルファンタジーIX، تلفظ:Fainaru Fantajī Nain) یک بازی ویدئویی در سبک نقش‌آفرینی از مجموعه بازی‌های فاینال فانتزی است که توسط شرکت اسکوئر انیکس برای کنسول پلی‌استیشن تولید و منتشر شده‌است. این بازی در سال ۲۰۰۰ و به عنوان سومین بازی این سری برای پلی‌استیشن منتشر شد.